# Meleoma furcata
Meleoma furcata är en insektsart som först beskrevs av Banks 1911.  Meleoma furcata ingår i släktet Meleoma och familjen guldögonsländor. Inga underarter finns listade i Catalogue of Life.